# Jan A. Novák
Jan A. Novák (* 17. září 1951) je spisovatel, publicista, novinář a fotograf zabývající se především popularizací vědy a techniky, záhadami, historií a přírodou.

## Život
Vystudoval střední průmyslovou školu jaderné techniky a vysokou školu zemědělskou, pracoval v Ústavu vědeckotechnických informací pro zemědělství a lesnictví. Současně se věnoval potápění a fotografování pod vodou, publikoval v časopisech Živa, Lidé a země a vydal první knihu (Potápěči bez moře, Albatros). Roku 1988 nastoupil jako redaktor časopisu Potápěč, po roce 1989 vystřídal několik deníkových a časopisových redakcí, z nichž většina existovala jen krátce (Občanský deník, Český deník, Telegraf, Prostor, Národní listy, Lidová demokracie). Po zániku posledního z nich pracoval 4 roky v MF Dnes a od roku 2006 až 2011 v Hospodářských novinách - v obou případech jako redaktor příloh se specializací na vědu, techniku, ekologii a historii.
Nyní působí ve svobodném povolání, spolupracuje s několika redakcemi, provozuje vlastní web Novákoviny. Je autorem mnoha knih jejichž téma se týká především záhad, píše ale také literaturu faktu, populárně naučné publikace a sci-fi povídky publikované převážně v časopisu Ikarie, nyní XB-1).

## Dílo
- Potápěči bez moře (Albatros, 1986)
- Fotografování pod vodou (Svazarm, 1987)
- Smrt vzdušných obrů (Naše vojsko, 1994)
- Záhady oceánu (Impreso Plus. 1994)
- Digitální fotografie a video (Grada, 1998, 1. a 2. vydání)
- Úspory energie v rodinných domech a bytech (Grada, 1999)
- Tajemné Středomoří (Ivo Železný, 2002)
- Tunguzský meteorit (Extra Media, 2008)
- Největší záhady Středomoří (XYZ, 2009)
- Život ve vesmíru (Daranus, 2009)
- Záhadné vynálezy (Alpress, 2010)
- Tajemné Česko (XYZ, 2010)
- Tajemství mořských hlubin (XYZ, 2010)
- Putovanie po najväčších záhadách Slovenska (XYZ, 2010)
- Smrtící sopky (XYZ, 2011)
- Megalodon (XYZ, 2011)
- Létající talíř pro Hitlera (XYZ, 2012)
- Okno do budoucnosti (Alpress, 2012)
- Záhady Bible (Alpress, 2013)
- Hory a kopce opředené tajemstvím (Alpress, 2013)
- Tajemné podzemí na našem území (Alpress, 2015)